# ألكسندر كراسنيخ
ألكسندر كراسنيخ (مواليد 19 يونيو 1995) هو سبّاح روسي، مثّل بلاده في الألعاب الأولمبية الصيفية 2016.

## روابط خارجية
ألكسندر كراسنيخ على موقع الاتحاد الدولي للسباحة (الإنجليزية)
- ألكسندر كراسنيخ على موقع SwimRankings.net (الإنجليزية)
- ألكسندر كراسنيخ على موقع اللجنة الأولمبية الدولية (الإنجليزية)
- ألكسندر كراسنيخ على موقع أوليمبيديا (الإنجليزية)